# Daniel Bouchard (hockey sur glace)
Pour les articles homonymes, voir Daniel Bouchard et Bouchard.

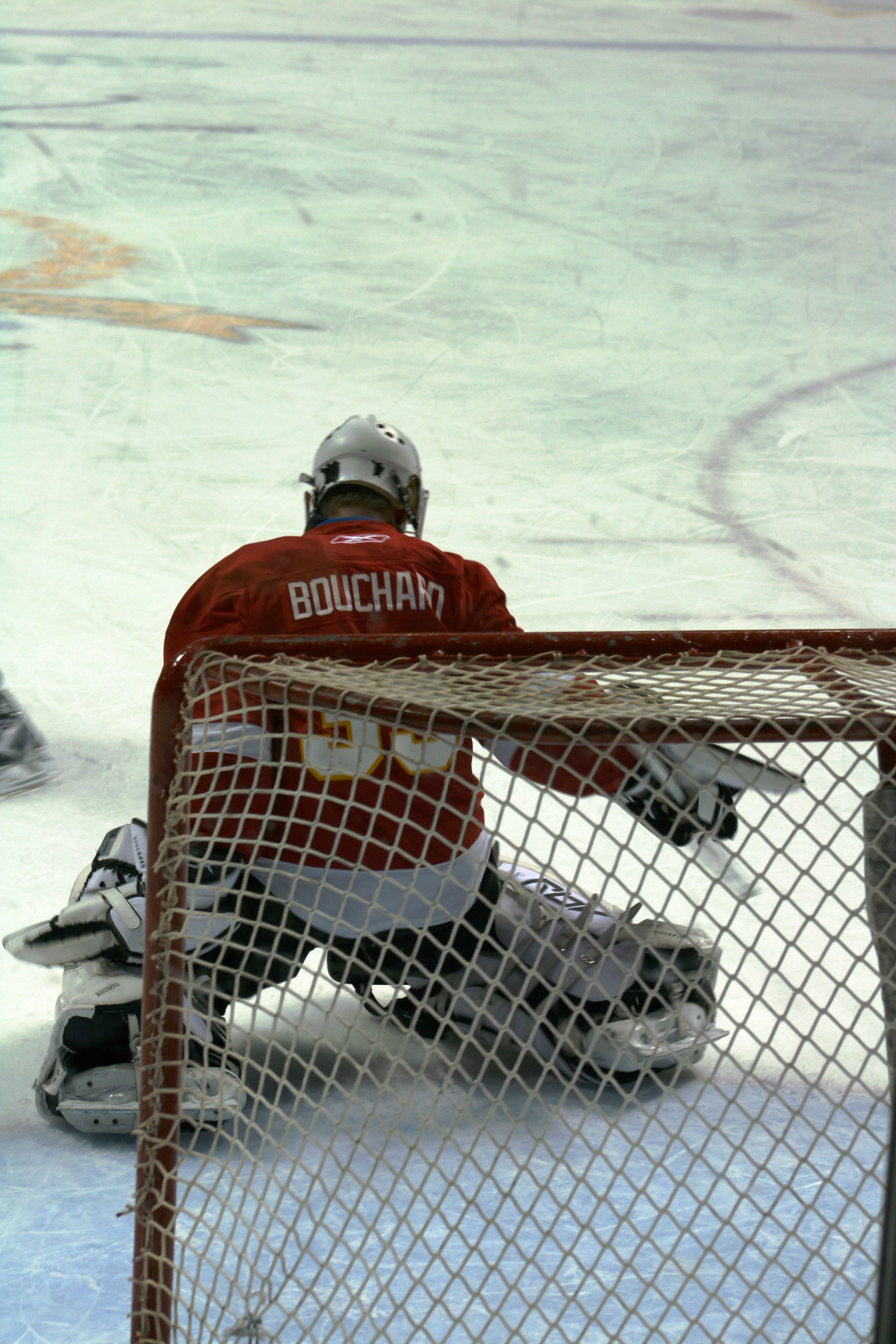
Daniel Bouchard au Tournoi international de hockey pee-wee de Québec en février 2009

Daniel Hector Bouchard (né le 12 décembre 1950 à Val-d'Or au Québec, Canada) est un joueur de hockey sur glace professionnel retraité, ayant été gardien de but dans la Ligue nationale de hockey de 1972 à 1986, pour les Flames d'Atlanta, les Nordiques de Québec et les Jets de Winnipeg.

## Carrière de joueur
Il est repêché par les Bruins de Boston au second tour à la 27e position du repêchage amateur de la LNH 1970. Il commence sa carrière dans la LNH en 1972 après avoir été choisi par les Flames lors du repêchage d'expansion. Au terme de huit saisons passées à Atlanta, les Flames déménagent à Calgary ; Bouchard les suit mais après 14 matches dans l'uniforme des nouveaux Flames en 1980-1981, il est échangé aux Nordiques contre Jamie Hislop. Il participe à la première présence en séries éliminatoires des Nordiques depuis la fusion de la LNH et de l'Association mondiale de hockey. En 1985-1986, il est échangé aux Jets où il termine sa carrière en LNH à la suite de l'élimination de ces derniers face aux Flames de Calgary.
Il rejoint pendant la saison 1986-1987, le HC Fribourg-Gottéron, alors en difficulté dans le championnat de Suisse. Il y joue trois matchs avant de se blesser sérieusement au genou et doit mettre un terme à sa carrière de joueur,.

## Carrière d'entraineur

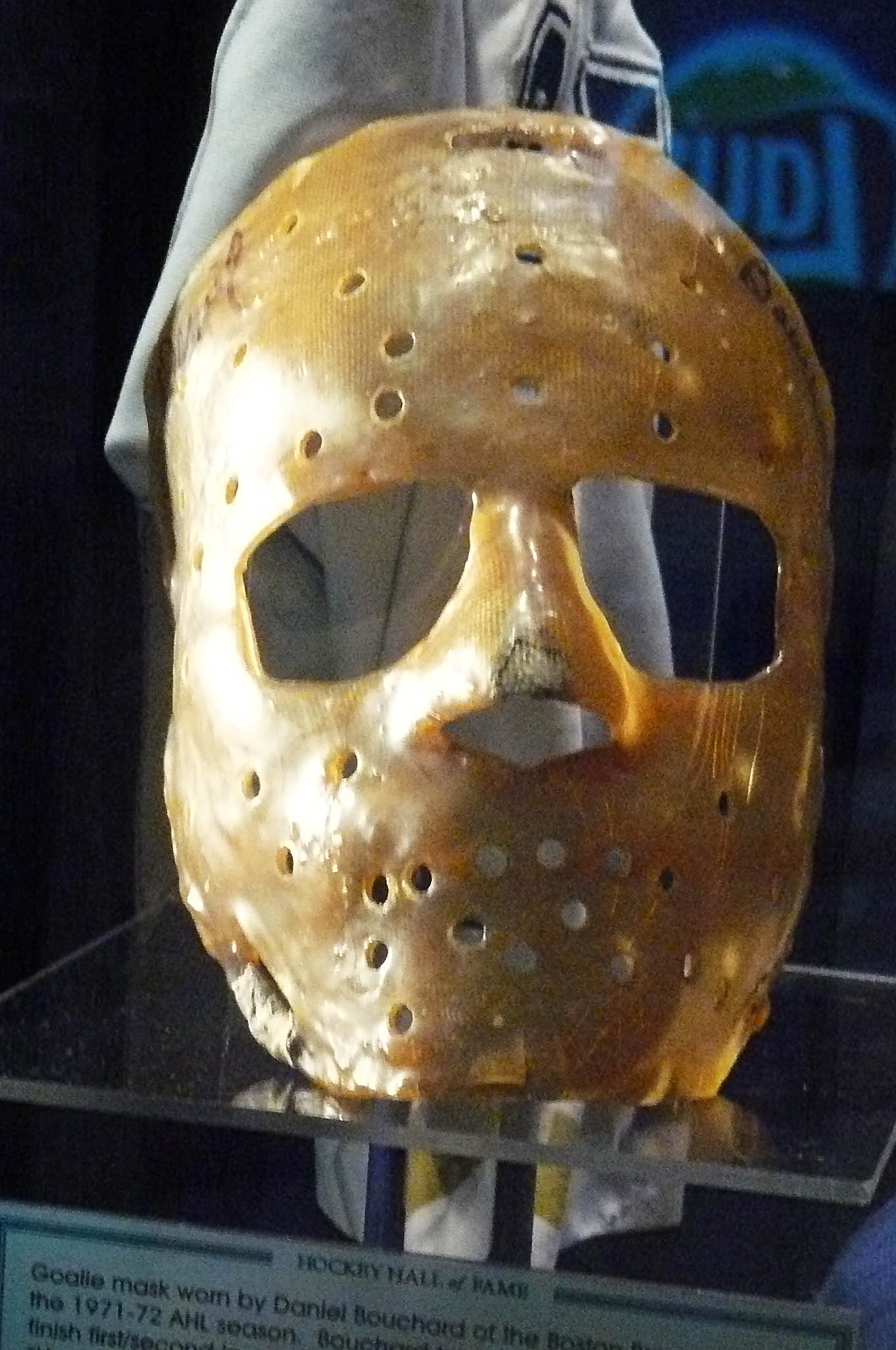
Hockey Hall of Fame, masque porté par le gardien de but de hockey Daniel Bouchard des Boston Braves pendant la saison AHL de 1971-1972.

Pendant que Bouchard est entraineur des gardiens de but des Nordiques de Québec en 1993, il indique durant la confrontation entre son équipe et les Canadiens de Montréal qu'il a découvert une faille dans le jeu de Patrick Roy. Cette déclaration est utilisée par l'entraîneur des Canadiens, Jacques Demers, pour motiver Roy et son équipe qui remportent quatre matchs consécutifs et la série contre les Nordiques. Il a été entraineur de l'équipe entre 1990 et 1995.

## Vie personnelle
Daniel Bouchard est un croyant et un pratiquant en la religion catholique romaine.
Grâce à sa performance et celle de ses coéquipiers, au printemps de 1982, il permet à son équipe d'éliminer les Canadiens de Montréal en séries éliminatoires pour une première fois. Après la cinquième partie, il donne une entrevue à Lionel Duval à l'émission La Soirée du hockey. Durant cet entretien, il exprime que c'est la providence et la parole de Dieu qui ont permis à lui et son équipe de remporter la série.
En janvier 1983, pendant qu'il est avec les Nordiques de Québec, un spectacle du groupe Kiss est donné au Colisée de Québec durant la tournée Creatures of the night. Lui et Rick Lapointe, son coéquipier décident d'aller déposer six petites bibles ouvertes en dessous de la scène où se produit le groupe le 12 janvier. Le lendemain du spectacle, Gene Simmons est informé que des bibles ont été trouvées en dessous de la scène. Il en récupère une qu'il met dans une de ses poches.
Daniel Bouchard vit à Atlanta en Géorgie. Il est l'entraineur de l'équipe de hockey de l'Université Life. Il a mené à cinq reprises au Championnat ACHA de hockey sur glace de deuxième division.

## Statistiques
| Saison    | Équipe                  | Ligue |    | PJ | V  | D  | Pr/N | Min | BC   | Moy  | % Arr | Bl | Pun |
| 1969-1970 | Knights de London       | OHA   | 41 |    |    |    |      | 159 | 3,89 |      | 2     | 55 |     |
| 1970-1971 | Bears de Hershey        | LAH   | 38 |    |    |    | 2029 | 106 | 3,13 |      | 1     | 8  |     |
| 1971-1972 | Blazers d'Oklahoma City | LCH   | 1  |    |    |    | 60   | 3   | 3    |      | 0     | 2  |     |
| 1971-1972 | Braves de Boston        | LAH   | 50 |    |    |    | 2915 | 122 | 2,51 |      | 4     | 54 |     |
| 1972-1973 | Flames d'Atlanta        | LNH   | 34 | 9  | 15 | 10 | 1944 | 100 | 3,09 |      | 2     | 12 |     |
| 1973-1974 | Flames d'Atlanta        | LNH   | 46 | 19 | 18 | 8  | 2660 | 123 | 2,77 |      | 5     | 10 |     |
| 1974-1975 | Flames d'Atlanta        | LNH   | 40 | 20 | 15 | 5  | 2400 | 111 | 2,78 | 91,4 | 3     | 42 |     |
| 1975-1976 | Flames d'Atlanta        | LNH   | 47 | 19 | 17 | 8  | 2671 | 113 | 2,54 | 91,1 | 2     | 10 |     |
| 1976-1977 | Flames d'Atlanta        | LNH   | 42 | 17 | 17 | 5  | 2378 | 139 | 3,51 |      | 1     | 9  |     |
| 1977-1978 | Flames d'Atlanta        | LNH   | 58 | 25 | 12 | 19 | 3340 | 153 | 2,75 |      | 2     | 6  |     |
| 1978-1979 | Flames d'Atlanta        | LNH   | 64 | 32 | 21 | 7  | 3624 | 201 | 3,33 |      | 3     | 17 |     |
| 1979-1980 | Flames d'Atlanta        | LNH   | 53 | 23 | 19 | 10 | 3076 | 163 | 3,18 |      | 2     | 34 |     |
| 1980-1981 | Flames de Calgary       | LNH   | 14 | 4  | 5  | 3  | 760  | 51  | 4,03 |      | 0     | 6  |     |
| 1980-1981 | Nordiques de Québec     | LNH   | 29 | 19 | 5  | 5  | 1740 | 92  | 3,17 |      | 2     | 4  |     |
| 1981-1982 | Nordiques de Québec     | LNH   | 60 | 27 | 22 | 11 | 3572 | 230 | 3,86 | 86,6 | 1     | 36 |     |
| 1982-1983 | Nordiques de Québec     | LNH   | 50 | 20 | 21 | 8  | 2947 | 197 | 4,01 | 87,5 | 1     | 8  |     |
| 1983-1984 | Nordiques de Québec     | LNH   | 57 | 29 | 18 | 8  | 3373 | 180 | 3,2  | 88,2 | 1     | 19 |     |
| 1984-1985 | Nordiques de Québec     | LNH   | 29 | 12 | 13 | 4  | 1738 | 101 | 3,49 | 87,7 | 0     | 2  |     |
| 1985-1986 | Jets de Winnipeg        | LNH   | 32 | 11 | 14 | 2  | 1696 | 107 | 3,79 | 86,5 | 2     | 38 |     |
| 1986-1987 | HC Fribourg-Gottéron    | LNA   | 3  |    |    |    |      |     | 2,67 |      |       |    |     |